# پرویز شکری
پرویز شکری (زاده ۱۳۱۷ - همدان) بازیگر و چهره‌پرداز اهل ایران است.

## بازیگر
- شب روباه (۱۳۷۵)
- جدال بزرگ (۱۳۶۹)
- آخرین مهلت (۱۳۶۸)
- لنگرگاه (۱۳۶۷)
- دزد و نویسنده (۱۳۶۵)
- آشیانه مهر (۱۳۶۳)
- در محاصره (۱۳۶۰)
- صبح خاکستر (۱۳۵۶)
- هوس (۱۳۵۴)
- جنوبی (۱۳۵۲)
- دیوار شیشه‌ای (۱۳۵۰)
- بسترهای جداگانه (۱۳۴۷)

## طراح چهره‌پردازی
- بالای شهر پایین شهر (۱۳۸۰)
- شب روباه (۱۳۷۵)
- سلام به انتظار (۱۳۷۴)
- دو روی سکه (۱۳۷۱)
- آخرین مهلت (۱۳۶۸)
- بچه‌های طلاق (۱۳۶۸)

## چهره‌پرداز
- ضربه طوفان (۱۳۷۲)
- یاران (۱۳۷۲)
- حمله خرچنگ‌ها (۱۳۷۱)
- گریز (۱۳۷۱)
- مریم و میتیل (۱۳۷۱)
- دیگه چه خبر!؟ (۱۳۷۰)
- تیغ آفتاب (۱۳۶۹)
- جدال بزرگ (۱۳۶۹)
- آخرین مهلت (۱۳۶۸)
- زیر بام‌های شهر (۱۳۶۸)
- دلار (۱۳۶۷)
- لنگرگاه (۱۳۶۷)
- سفر غریب (۱۳۶۶)
- شکوه زندگی (۱۳۶۶)
- دزد و نویسنده (۱۳۶۵)
- یوزپلنگ (۱۳۶۴)
- آشیانه مهر (۱۳۶۳)
- آن سفر کرده (۱۳۶۳)
- پایگاه جهنمی (۱۳۶۳)
- صف (۱۳۶۳)
- پرونده (۱۳۶۲)
- مترسک (۱۳۶۲)
- سفیر (۱۳۶۱)
- در محاصره (۱۳۶۰)
- برادرکشی (۱۳۵۷)
- حکم تیر (۱۳۵۶)
- صبح خاکستر (۱۳۵۶)
- پلنگ در شب (۱۳۵۴)
- رفیق (۱۳۵۴)
- شاهرگ (۱۳۵۴)
- عمو فوتبالی (۱۳۵۴)
- هدف (۱۳۵۴)
- هوس (۱۳۵۴)
- پری خوشگله (۱۳۵۳)
- قفس (۱۳۵۳)
- موسرخه (۱۳۵۳)
- بی‌حجاب (۱۳۵۲)
- بی‌قرار (۱۳۵۲)
- بیگانه (۱۳۵۲)
- جنوبی (۱۳۵۲)
- قربون زن ایرونی (۱۳۵۲)
- گریز از مرگ (۱۳۵۲)
- اتل متل توتوله (۱۳۵۱)
- خر دجال (۱۳۵۱)
- عطش (۱۳۵۱)
- قدیر (۱۳۵۱)
- دیوار شیشه‌ای (۱۳۵۰)